# Friesen

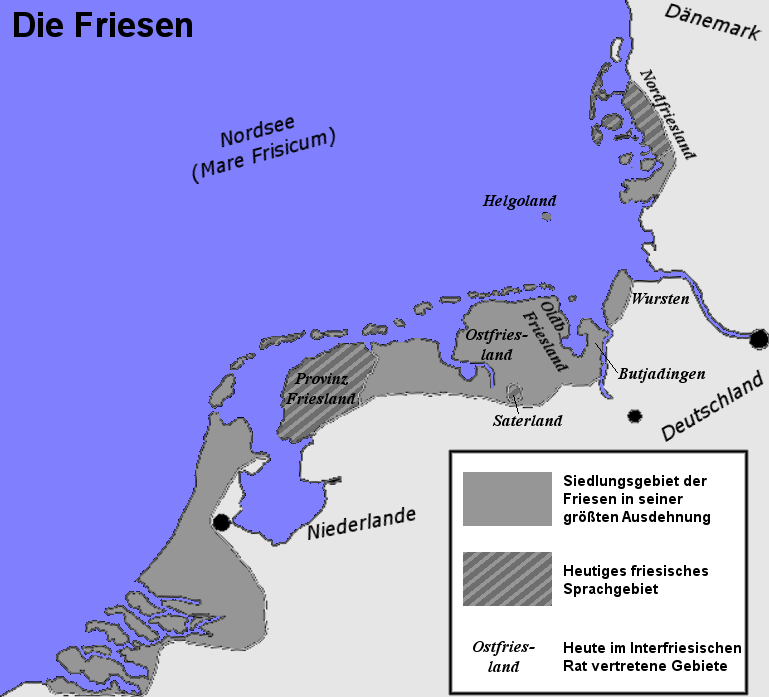
Das historische Siedlungs- und Sprachgebiet der Friesen

Die Friesen sind eine Ethnie, die an der Nordseeküste in den Niederlanden und Deutschland lebt. Sie galten traditionell als seefahrendes Handelsvolk. Ihr Meer, die Nordsee, wurde bis ins späte Hochmittelalter als mare frisicum, also Friesisches Meer bezeichnet. In beiden Ländern sind die Friesen als nationale Minderheit anerkannt. In Deutschland wird dabei auf die Friesen der Terminus Volksgruppe angewandt, ohne dass dies den Status als nationale Minderheit berührt.
Ein germanischer Volksstamm der Friesen (lateinisch: Frisii, griechisch: οἱ Φρίσσιοι oder Φρείσιοι) ist seit der Antike belegt, aber nach zeitgenössischen historischen und linguistischen Ansichten gibt es nur wenig Kontinuität zwischen diesem antiken Stamm und der modernen ethnolinguistischen Gruppe.
Für den heutigen internationalen Zusammenhang sind sprachliche Gemeinsamkeiten und das Wissen um eine friesische Geschichte von Bedeutung. Während in der niederländischen Provinz Friesland neben Niederländisch das Westfriesische anerkannte Amtssprache ist, ist der Status der friesischen Sprachen in Deutschland schwächer.

## Geschichte
Aus der früheren Geschichte Frieslands sind keine Textquellen erhalten, wohl aber gibt es Funde, die z. T. bis in die letzte Zwischeneiszeit zurück datieren. Aus der Mittelsteinzeit sind Funde aus dem Gebiet des Brockzeteler Moors erhalten. Mit der Jungsteinzeit vergrößert sich die Zahl der Funde: Steinbeile und andere Werkzeuge, Becher, Urnen und anderes sind erhalten. Unter anderem fand sich im Moor von Georgsfeld einer der ältesten bisher bekannten Pflüge der Welt. Zunächst in das 4. Jahrtausend vor Christus, später (in den fünfziger Jahren) in die ausgehende Jungsteinzeit (etwa 2000 v. Chr.) eingeordnet, datieren neuere Messungen den Pflug inzwischen in die frühe Bronzezeit (1940 bis 1510 v. Chr.). Frühestens 300 v. Chr. entstanden an der friesischen Küste die Warften oder Wurten.
Die große Verlandung, die im 1. Jahrhundert v. Chr. begann, hatte eine große Siedlungswelle zunächst in das Marschgebiet zur Folge. Dass auch Land besiedelt wurde, das zweimal am Tag von der Flut bedeckt wurde, wie Plinius der Ältere behauptete, ist wohl eher ein Missverständnis, denn Plinius’ Schilderung scheint eher die Situation nach einer verheerenden Sturmflut darzustellen.

### Römerzeit

Das römische Gallien und rechtsrheinische Germanien um das Jahr 70 n. Chr.

Die erste Erwähnung der Frisii (traditionell oft als „Friesen“ übersetzt) stammt von Plinius dem Älteren und steht in Zusammenhang mit den Drusus-Feldzügen (12 bis 8 v. Chr.). Im Jahr 12 v. Chr. fand Drusus in den Friesen Verbündete. Einige Jahrzehnte später wurden die Frisii vom römischen Historiker Tacitus (* um 58 bis 120 n. Chr.) in seiner Germania und Annales erwähnt. Tacitus beschreibt die Friesen als in „Große Friesen“ und „Kleinere Friesen“ unterteilt, basierend auf ihrer Anzahl, wobei beide Stämme entlang der Mündung des Rheins leben. Er beschreibt außerdem die „Chauken“ als eine Abspaltung der „Friesen“. In seinen „Annalen“ erwähnt Tacitus einen Aufstand der Friesen während der Regierungszeit von Tiberius. Er schreibt, dass der Aufstand niedergeschlagen wurde, kritisiert jedoch den Kaiser dafür, dass er keine Rache an den Friesen für ihren Aufstand und den Mord an mehreren hundert römischen Bürgern während ihres Aufstands geübt hat.
Nach zeitgenössischen historischen und linguistischen Erkenntnissen ist das Hauptverbindungselement zwischen den modernen Friesen und den Friesen der Antike die fortgesetzte Verwendung des Stammesnamens. Man geht davon aus, dass die ursprünglichen Friesen eine Rheinwesergermanische Sprache gesprochen haben, möglicherweise mit einem anfänglichen keltischen Superstrat. Diese Friesen schlossen sich später an oder bildeten möglicherweise den anfänglichen Kern der größeren fränkischen Stammeskonföderation, die im 3. Jahrhundert n. Chr. entstehen würde. Die Gebiete nördlich des Rheins, einschließlich des heutigen Frieslands, blieben möglicherweise für bis zu drei Jahrhunderte weitgehend unbesiedelt.
Die modernen Friesen, das heißt die Sprecher der friesischen Dialekte, tauchen erstmals im Frühmittelalter auf. Starke sprachliche und archäologische Beweise legen nahe, dass diese Menschen ursprünglich von der Jütland-Halbinsel in Dänemark kamen und zur gleichen Zeit wie andere eng verwandte Völker im späten 5. und 6. Jahrhundert n. Chr. nach Friesland kamen, als diese sich in Britannien niederließen. Die Annahme des Namens „Friesen“ durch sie wurde höchstwahrscheinlich extern verursacht durch die fortgesetzte Verwendung von „Frisia“ durch die Franken, um das Gebiet unmittelbar nördlich des Rheins zu beschreiben. Die früheste Verwendung des Namens für die neuen oder aktuellen Friesen datiert auf das 10. Jahrhundert.

### Zeit der Völkerwanderung
Eine Kontinuität der „Frisii“ des Tacitus zu den Friesen ab dem Jahr 500 wird heute stark angezweifelt. Angeblich hat sich vor allem der Gebietsname bewahrt.
Die Quellenlage zu den Friesen wird vom 4. bis 7. Jahrhundert sehr dünn. Archäologische Funde lassen darauf schließen, dass die Bevölkerungszahlen um 300 massiv zurückgegangen sind und dass sich höchstens eine Restbevölkerung gehalten hat. Das Gebiet wurde um das Jahr 500 größtenteils neubesiedelt. Archäologisch ist festzustellen, dass die ehemaligen Wohngebiete der Friesen um diese Zeit einen starken Zuzug aus den umliegenden angelsächsischen Stammesgruppen zu verzeichnen hatten. Auch genetische Forschungen zeigen eine starke Verwandtschaft zwischen Friesen und Angelsachsen. In den Quellen treten die Friesen zurück, bis ihr Name wieder von den merowingischen und karolingischen Chronisten erwähnt wird.
Der Gedanke, dass die „Ur-Friesen“ überhaupt germanischen Ursprungs waren, wird heute nicht mehr vertreten. Ihre Sprache, über die vor allem die überlieferten Gewässernamen Auskunft geben, wird eher als protogermanisch oder vielleicht auch keltisch beeinflusst charakterisiert. In wieweit sich die Neuankömmlinge der Völkerwanderungszeit von den benachbarten sächsischen und fränkischen Siedlergruppen unterschieden haben, ist ungeklärt.
Für das 5. Jahrhundert, dessen Quellen die Friesen nicht erwähnen, wird vermutet, dass sich Teile der Küstenbevölkerung an den Raub- und Eroberungszügen der Angeln und Sachsen beteiligten. Bis etwa 1950 wurde die Meinung vertreten, dass sich Friesen mit den Jüten in Kent niedergelassen hätten. Als Begründung diente den Vertretern dieser These, dass das „Kentische“ (engl. Kentish) bis heute eine große Ähnlichkeit mit dem Westfriesischen habe. Heute gilt diese These als nicht mehr haltbar und wird kaum noch vertreten.
Es ist jedoch historisch überliefert, dass die Jüten über das damalige Friesland nach Britannien einfielen, was auch dort ihr südöstliches Siedlungsgebiet erklärt. Dieses war am kürzesten über die Küstengebiete der heutigen Provinzen Zuid- und Noord-Holland zu erreichen. Diese gehören geschichtlich zum einstigen Siedlungsgebiet der Friesen. Heute gilt es aufgrund von Bodenfunden als sicher, dass die Jüten sich südlich der späteren Stadt Dorestad niedergelassen und eine längere Zeit dort gewohnt haben. Während ihres Aufenthaltes an der Rheinmündung dürften sich die Jüten sprachlich ihren friesischen Nachbarn angepasst haben, was die Ähnlichkeit des Kentischen mit dem modernen Westfriesischen erklärt.
Am Ende des 6. Jahrhunderts besetzten die Friesen die Küste von Flandern bis zur Wesermündung. Auch die Geestinseln Schleswig-Holsteins und Helgoland, wo später friesisch gesprochen wurde, gehörten vermutlich zum friesischen Siedlungsgebiet. Im Süden beteiligten die Friesen sich im 7. Jahrhundert an der Gründung der Handelssiedlung Dorestad. Die Region rund um Dorestadt wurde vorübergehend zum friesischen Einflussbereich (Frisia citerior) gerechnet. Im Osten überquerten sie die Weser bis Cuxhaven. Friesische Kaufmannsquartiere fand man seit dem 8. Jahrhundert rund um die Nordsee von Nordfrankreich und Ostengland bis Skandinavien und dem Mittelrheingebiet.

### Herrschaft der Franken
Im Jahre 734 eroberte Karl Martell den westlichen Teil Frieslands, und der letzte Gesamtherzog der Friesen, Poppo, fiel in einem Kampf gegen einen fränkischen Adeligen. Diese größte Ausbreitung des friesischen Territoriums ist bekannt als „Frisia Magna“. Das, was heute von der „Frisia Magna“ übriggeblieben ist, ist klein und verstreut. Das meiste ist von den sich ausbreitenden Nachbarn erobert worden, von den Sachsen, die in den Norden und Westen vordrangen und den Franken, die den Norden und Osten besetzten.
Karl der Große eroberte 785 nach dem Sieg über die Sachsen ganz Friesland einschließlich der östlichen Gebiete bis zur Weser für das fränkische Reich. Er vertrat eine Politik, die den einzelnen Stämmen im Reich eine gewisse Autonomie sicherte. Aus diesem Grund ließ er gegen Ende des 8. Jahrhunderts die überlieferten germanischen Stammesgesetze aufzeichnen, so auch die Lex Frisionum, das alte Gesetz der Friesen.

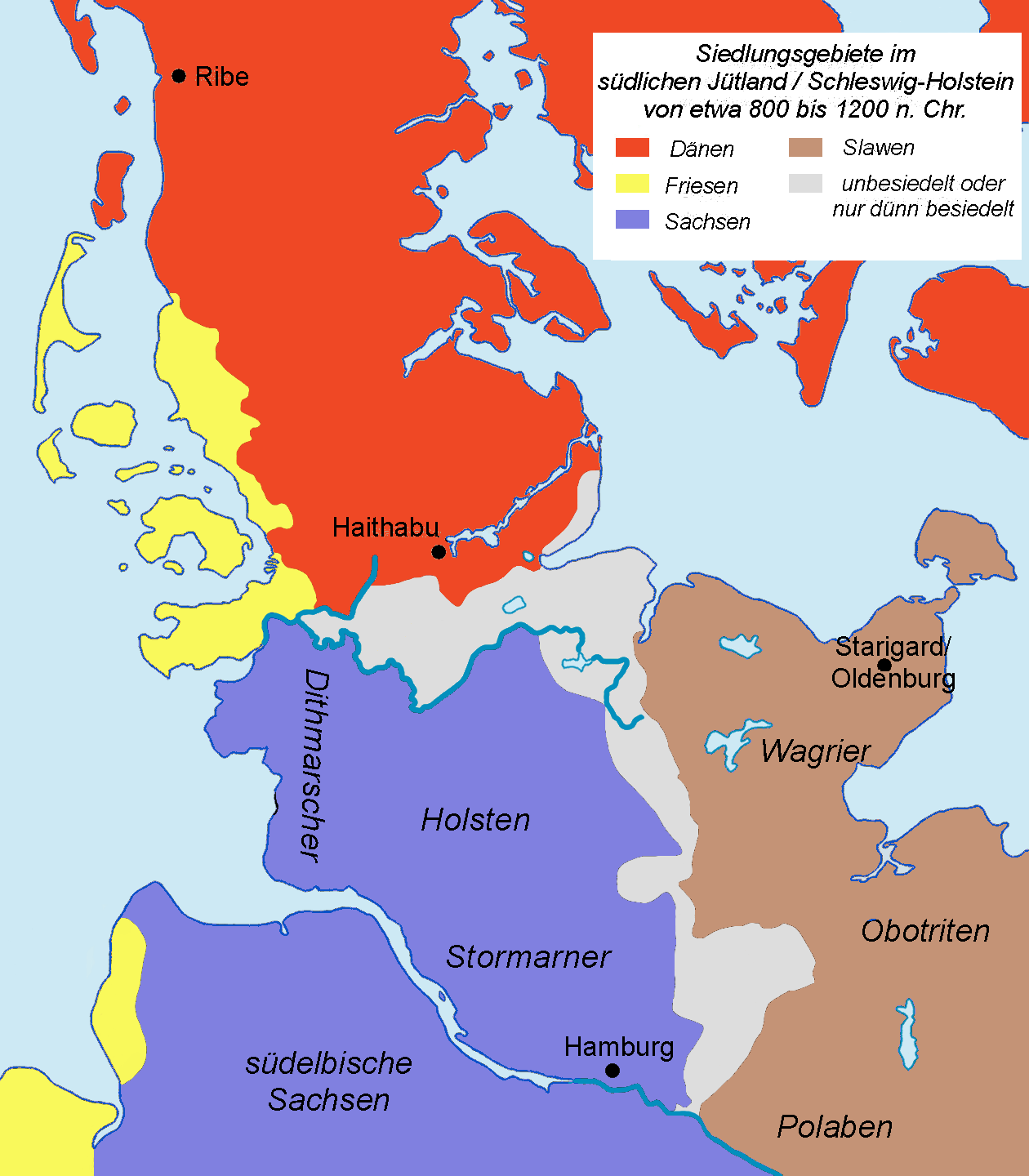
Friesische Kolonisation der Südwestküste Schleswigs/Süderjütlands (in gelb) zwischen etwa 800 und 1100 n. Chr.

Etwa um 800 besiedelten Friesen die heutigen nordfriesischen Inseln zwischen Eiderstedt und Sylt. Die in den Uthlanden wohnenden Friesen unterstanden als „Königsfriesen“ direkt der dänischen Krone. Deutlich später, vermutlich im 11. Jahrhundert, wurde in einer zweiten Welle dann auch die Westküste Süderjütlands, das spätere Herzogtum Schleswig, zwischen den Flüssen Eider und Vidå besiedelt. Möglicherweise bestand bei dieser Auswanderung ein Zusammenhang mit der Ausdehnung der fränkischen Herrschaft, denn die Nordfriesen siedelten außerhalb des karolingischen Machtbereichs, der an der Eider endete.
Unter der Frankenherrschaft wurden die Friesen im alten Kernland christianisiert. Bis zum Jahr 800 war die Oberschicht zum Christentum konvertiert, bei der einfachen Bevölkerung dauerte der Prozess deutlich länger. Die an die jütische Küste in Schleswig ausgewanderten Friesen wurden dagegen erst im 11. Jahrhundert Christen, nachdem die Annahme dieser Religion für sie nicht mehr automatisch die Unterwerfung unter die fränkische Herrschaft bedeutete. Unter Karl dem Großen wurden die Friesen von der Heerfolge, d. h. vom fränkischen Militärdienst, befreit und mussten nunmehr nur das Kirchen-Zehntel zahlen.

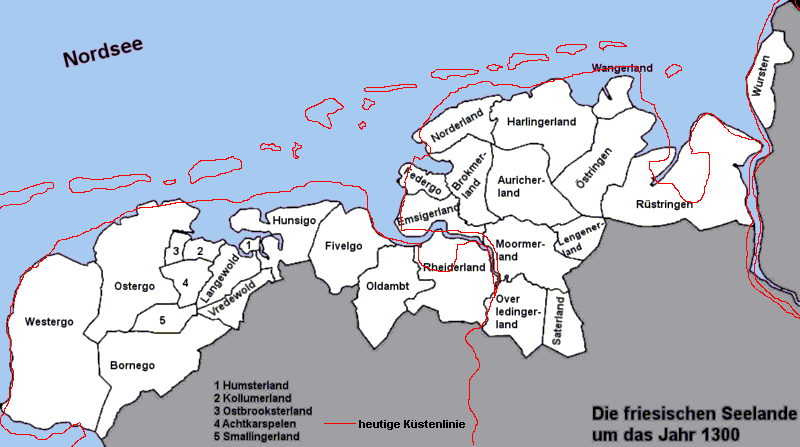
Die friesischen Seelande um das Jahr 1300

Nachdem die Friesen schließlich die von den Frankenkönigen eingesetzten Grafen wieder vertreiben konnten, begann die häufig romantisch überhöht dargestellte, aber dennoch bemerkenswerte Zeit der Friesischen Freiheit. Diese Form der friesischen Selbstverwaltung bedeutete einen deutlichen Unterschied zu anderen Territorien in Europa. In Friesland von der Zuidersee bis zur Weser bildeten sich zahlreiche kleine Landesgemeinden, die häufig freiheitlich und genossenschaftlich organisiert waren und eigene Ratsverfassungen besaßen. Die Friesen beriefen sich auf Freiheitsrechte, die der Legende nach von Karl dem Großen, tatsächlich wohl aber von einem seiner Nachfolger an die Friesen verliehen wurden. Im Gegensatz zum übrigen Europa etablierte sich kein feudalistisches System.

### Nach Karl dem Großen

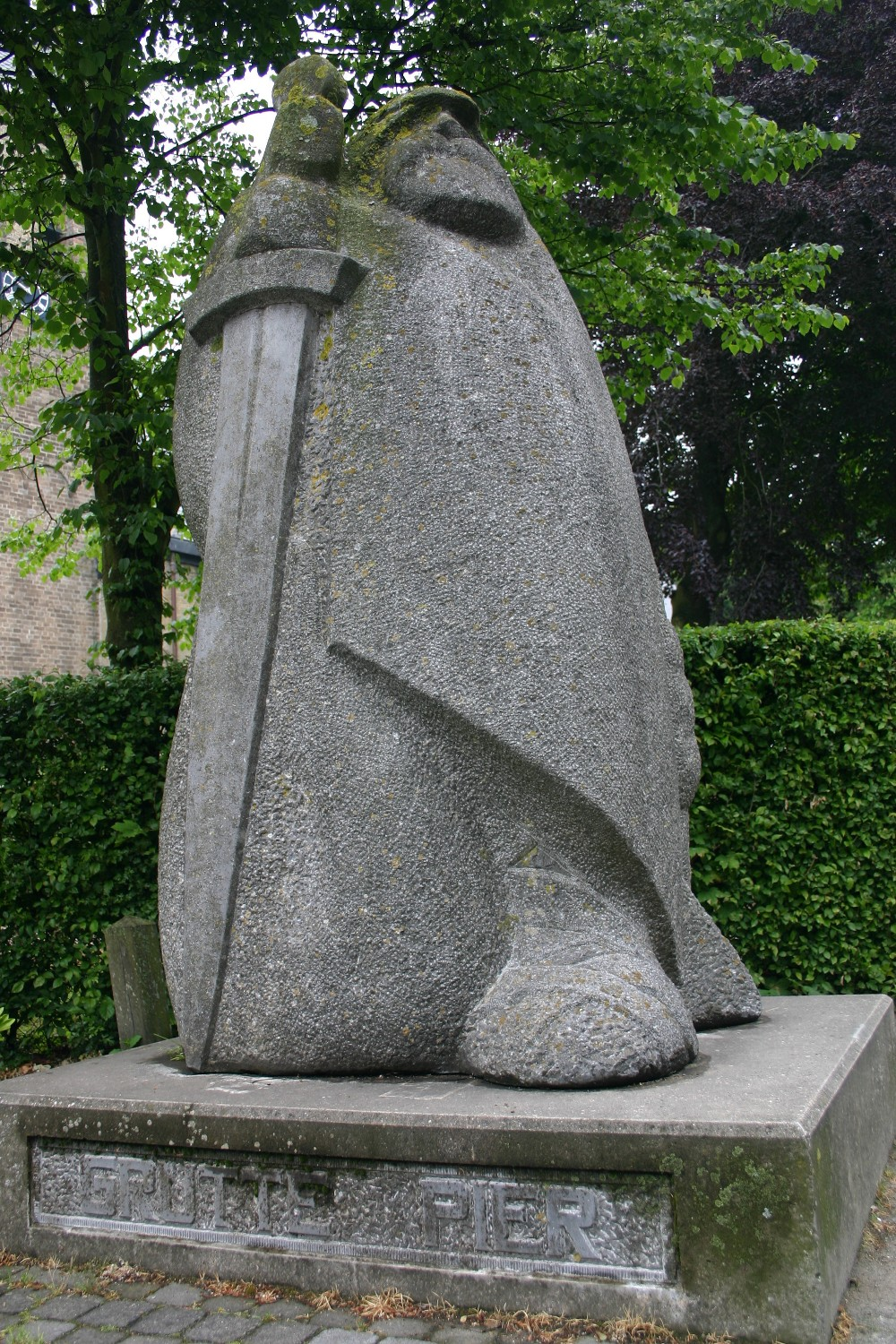
Statue von Pier Gerlofs Donia, einem friesischen Krieger, in Kimswerd

Nach dem Zerfall des Frankenreiches unter den Erben Karls des Großen gehörte das Gebiet der Friesen ab 843 zum Mittelreich Lothars I. und nach dessen Zerschlagung zum Ostfränkischen Reich. Dort wurden sie lose dem Herzogtum Niederlothringen zugeordnet.

### Friesische Freiheit
Die Zeit der Friesischen Freiheit dauerte etwa vom 12. bis zum 14. Jahrhundert.
Die Landesgemeinden, symbolisch die sieben friesischen Seelande genannt, waren reichsunmittelbar und somit nur dem Kaiser untertan. Die Abgesandten der Landesgemeinden trafen sich einmal im Jahr am Upstalsboom.

### Neuzeit
Mit dem Tod des ostfriesischen Fürsten Carl Edzard erlosch mit dem Haus Cirksena im Jahr 1744 das letzte einheimische friesische Geschlecht, das eine Herrschaft auf friesischem Boden begründen konnte. Anschließend wurde Ostfriesland von Friedrich dem Großen für Preußen in Besitz genommen.

## Wirtschaftsgeschichte
Bis zum Aufstieg der Hanse waren die Friesen das bedeutendste Handels- und Seefahrervolk der Nordseeküste.
Der älteste Bericht von der Wirtschaftsweise an der Nordseeküste stammt von Plinius dem Älteren, der im Jahr 47 als Reiteroffizier am Feldzug des Corbulus gegen die Chauken, die östlichen Nachbarn der Friesen an der Nordseeküste, teilnahm. Diese Schilderung der Chauken gibt auch sicherlich ein exaktes Bild der Wirtschaftsweise der Friesen.

### Das Wattgebiet: Fischfang und Leben auf der Warft, Binsen und Schilf, Torfstecherei
Plinius: „Gesehen haben wir im Norden die Völkerschaften der Chauken, die die größeren und die kleineren heißen. In großartiger Bewegung ergießt sich dort zweimal im Zeitraum eines jeden Tages und einer jeden Nacht das Meer über eine unendliche Fläche und offenbart einen ewigen Streit der Natur in einer Gegend, in der es zweifelhaft ist, ob sie zum Land oder zum Meer gehört. Dort bewohnt ein beklagenwertes Volk hohe Erdhügel, die mit den Händen nach dem Maß der höchsten Flut errichtet sind. In ihren erbauten Hütten gleichen sie Seefahrern, wenn das Wasser das sie umgebende Land bedeckt, und Schiffbrüchigen, wenn es zurückgewichen ist und ihre Hütten gleich gestrandeten Schiffen allein dort liegen. Von ihren Hütten aus machen sie Jagd auf zurückgebliebene Fische. Ihnen ist es nicht vergönnt, Vieh zu halten wie ihre Nachbarn, ja nicht einmal mit wilden Tieren zu kämpfen, da jedes Buschwerk fehlt. Aus Schilfgras und Binsen flechten sie Stricke, um Netze für die Fischerei daraus zu machen. Und indem sie den mit den Händen ergriffenen Schlamm mehr im Winde als in der Sonne trocknen, erwärmen sie ihre Speise und die vom Nordwind erstarrten Glieder durch Erde.“ Gekocht und geheizt wurde also mit Torf.

### Salzgewinnung im Wattgebiet

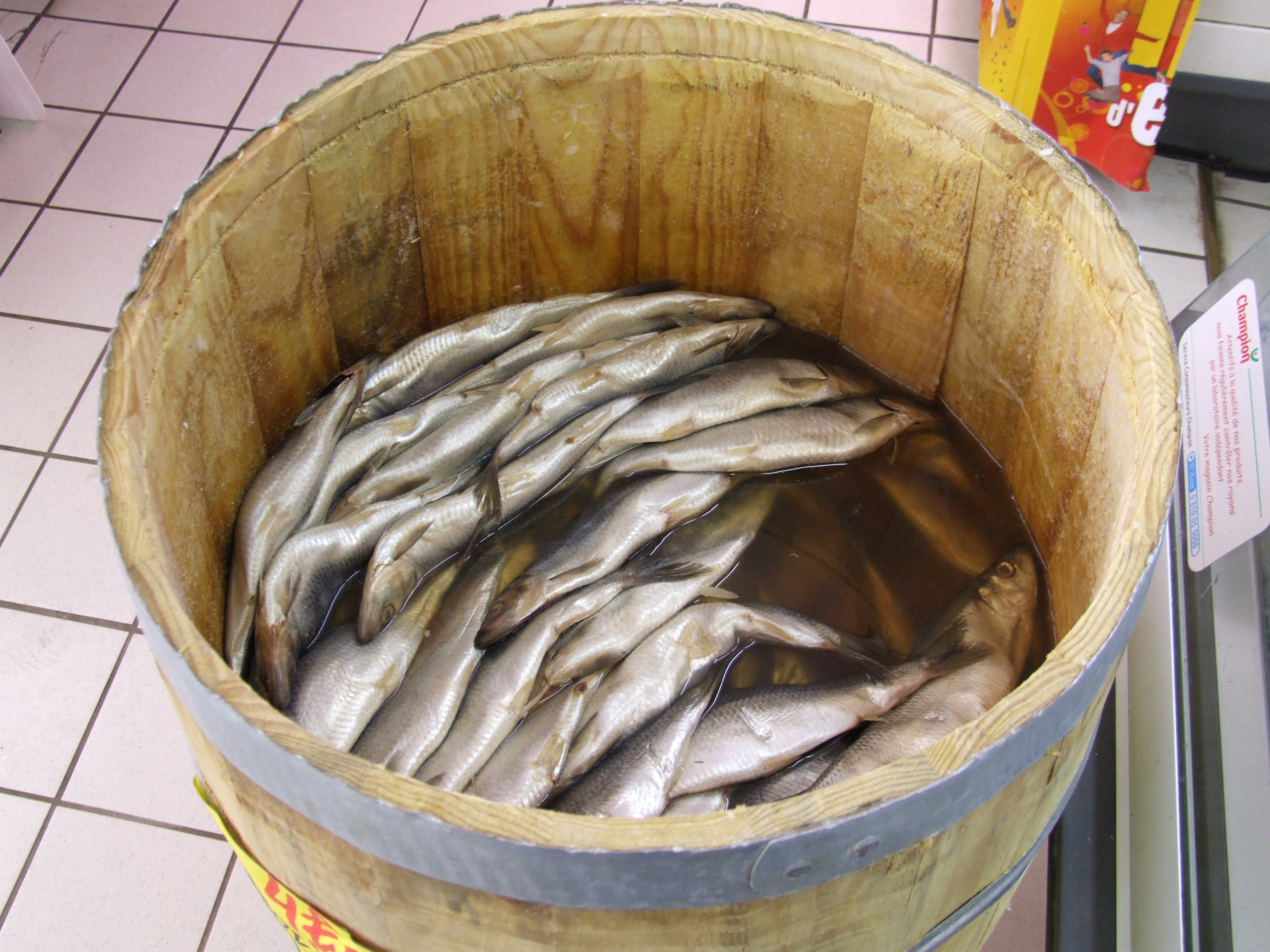
Kantje mit gesalzenem Hering wurden in großen Mengen ins Inland verkauft

Neben Fischen und dem auch in der Nordsee fündigen Bernstein lieferte Salzgewinnung ein wertvolles und wichtiges Handelsgut für die Wattbewohner. Dazu wurde salzhaltiger Torf getrocknet, verbrannt, das Restsalz gelöst und filtriert und die Sole mittels Torffeuern verdampft, wodurch das „friesische Salz“ gewonnen wurde, das von der Römerzeit bis ans Ende des Mittelalters ein gefragtes und teures Handelsgut war. Später wurde es auch Grundlage für den Export von gesalzenem Hering.

### Ackerbau und Viehhaltung, bäuerliche Textilindustrie in den Marschen
In den Marschen baute man nach den archäologischen Befunden Gerste und Hafer an, Bohnen und Raps, und züchtete Rinder, Pferde, Ziegen und Schafe. Wegen der Kälte und des Windes verwendeten die Friesen viel Mühe darauf, die Wolle der Ziegen und Schafe zu guten Fäden zu verspinnen und zu dichten Stoffen zu weben. Neben Salz und getrockneten oder gesalzenen Fischen wurden Stoffe und Mäntel ein wichtiges Exportgut der Friesen. Bereits die Römer waren Kunden für friesische Wollmäntel. Damit standen den Friesen drei selbstproduzierte gesuchte Handelswaren für den Fernhandel zur Verfügung.

### Handel
Neben den selbstproduzierten Handelsgütern verfügten die Friesen als Fischer und Küstenbewohner über einen ausgezeichneten Schiffbau und viel Erfahrung auch mit rauer See, die über die Jahrhunderte gewachsen war. Damit hatten sie die Mittel, ihre Exportwaren an die Kunden und das Eingehandelte heimzubringen. Da sie auch sehr wehrhaft waren, ihnen wie früher den Griechen und Phöniziern im Mittelmeer und später den Portugiesen im Indienhandel das wertvolle Handelsgut nicht leicht zu rauben war, waren alle Voraussetzungen für das lukrative Geschäft des Handels gegeben.
Die Friesen bauten eine andere Schiffform als ihre Konkurrenten, die Wikinger. Das 1891 in einem Tief südlich Dornum-Westeraccum gefundene Schiff von Roggenstede war flach gebaut (zum Trockenliegen bei Niedrigwasser), 1,37 Meter breit und acht Meter lang. Gebaut war es stabil aus starkem Eichenholz. Später wurde das weiterhin im Rumpf flach gebaute friesische Schiff zur hochbordigen Kogge, mit dem Ruder mittschiffs, und zum Vorläufer der Hansekoggen.
Im 7. Jahrhundert begannen die Friesen nicht nur Warften für Einzelgehöfte zu bauen, sondern errichteten auch bogenförmig längs an Buchten und Prielen Dorfwarften als Handelsniederlassungen für Händler und Handwerker wie Bootsbauer, Küfer, Segelmacher. Diese als Straßendörfer angelegten Handelsniederlassungen wurden Wik genannt.

#### Nordsee, Ostsee
Zunächst handelten die Friesen an der ganzen Nordseeküste und vor allem mit Jütland und Irland. Im Laufe der nächsten hundert Jahre gewannen sie auch über die Zwischenstation Haithabu eine führende Stellung im Ostseehandel. Bezogen wurden von dort Pelze. Wie die Wikinger handelten die Friesen aber auch über Gotland, Nowgorod und die russischen Flüsse bis nach Byzanz und bezogen von dort Seide, die von China über die Seidenstraße gekommen war, und Pfeffer der über arabische Zwischenhändler bezogen wurde und von den Gewürzinseln stammte.

#### Dorestad
Das größte Wik war Dorestad an der Gabelung des Alten Rheins und der Lek, das sich am flachen Ufer 1000 Meter hinzog und eine Breite von 90 bis 150 Meter hatte. Die Straße verlief in Nord-Süd-Richtung und war auf der Westseite dicht mit Häusern bebaut. Gehandelt wurden vor allem Tuche und Wollmäntel in verschiedenen Farben, Salz und Nahrungsmittel, vor allem Getreide und getrockneter Fisch. Nach Norden, nach Dänemark, Norwegen und Schweden wurden dort hochgeschätzte Ziegenhaardecken aus friesischer Produktion verkauft. Kauffahrer aus Byzanz verkauften Seide und erwarben friesische Tuche. Soweit nicht Waren getauscht wurden, war Silber in Drahtstücken oder als Münzen das Hauptzahlungsmittel. Die von Dorestad selbst geprägten Münzen waren überall anerkannt und zeugen in ganz Europa von den weiten Handelsbeziehungen der Friesen. Über den Rhein nach Deutschland und weiter über die Alpen verlief eine weitere wichtige Handelsroute.

#### Rheinroute, Deutschland, Alpen, Rom und Italien
Friesische Mäntel genossen höchste Wertschätzung. So verschickte Karl der Große diese Mäntel als Geschenke, auch zum Beispiel an Hārūn ar-Raschīd. Fränkische Hofbeamte erhielten als Teil ihrer Entlohnung jährlich einen Mantel aus Friesland. Großkunden wie das Kloster Fulda bezogen pro Jahr 700 bis 800 Mäntel für die Mönche und zum Weiterverkauf. Die Besitzungen des Klosters Werden hatten ihren Zehnten in Wolle, Ziegenhaardecken und Mänteln zu entrichten. Der „Fries“ war ein überall in Norden anerkanntes Tuchmaß.
Über den Rhein importierten die Friesen etwa aus dem Brohltal bei Andernach Tuffstein für den Kirchenbau, Krapp zum Rotfärben der Wolle und Wein aus der Pfalz und dem Elsass. Handelsniederlassungen der Friesen gab es in allen Rheinstädten bis Straßburg und Basel. In Speyer etwa, dem zentralen Weinumschlagplatz der Pfalz und Zentrum eines großen Krappanbaus, bestanden im 11. Jahrhundert die Händler im Bereich der Domimmunität aus Friesen und Juden. Siehe auch: Geschichte der Juden in Ostfriesland.
Auf der Route über die Alpen ließen sich Friesen oberhalb von Bern im Haslital nieder. Die Ortsnamen dort erinnern an Friesland und vor allem das Jeverland. Sehr früh waren die Friesen auch in Rom vertreten. So half die Bruderschaft der Friesen in Rom (Schola) im Jahr 854 dem Papst, Rom gegen die Sarazenen zu verteidigen. In Trani in Mittelitalien bargen die Friesen die Gebeine des Heiligen Magnus und bestatteten sie in der Friesenkirche St. Michaelis und St. Magnus neben dem Petersplatz. Die Rettungstat wurde in der Kirche durch eine Marmortafel vermerkt. Später wurden die Reliquien von St. Magnus nach Friesland gebracht und in einem Schrein in der St.-Magnus-Kirche in Esens bestattet, was seit 1150 bezeugt ist.

#### Bremen, Kreuzfahrerschiffe, Westfalen, Flandern
Zwischen Rüstringen und Bremen wurde am 9. Juli 1220 ein regelrechter Handelsvertrag geschlossen. Rüstringen lieferte Schlachtvieh, Häute, Schafe, Käse, Eier, während Bremen Bier lieferte. An diesem Handel beteiligte sich auch das Harlinger Land.
In der Zeit der Kreuzzüge rüsteten die friesischen Werften viele Schiffe, ja ganze Flotten aus, die Friesen stellten auch Seeleute und Soldaten. Friesische Kreuzfahrer waren am 21. Oktober 1147 dabei, als Lissabon zurückerobert wurde. Dabei fiel Bischof Popted Ulvinga. 1187 fuhren friesische und dänische Kreuzfahrer mit 50 Schiffen ab, eroberten auf dem Weg die portugiesische Stadt Silves und erreichten 1189 Akkon.
Friesland blieb auch Agrarexportland. So lieferte es zum Beispiel 1383 über Oldenburger Händler Pferde, Rinder, Schafe, Butter und Heringe nach Westfalen. Im Hafen Damme am Zwin, dem Hafen von Brügge in Flandern, sind friesische Viehhändler bereits seit 1252 bezeugt. Damme wünschte gemäß einer Urkunde von 1394 ausdrücklich den Besuch von Kaufleuten aus Norden und Harling. Graf Ludwig von Mele sicherte auf Wunsch von Brügge, Gent und Ypern auf drei Jahre freien Handel mit Flandern zu. Auf der Rückfahrt wurde Tuch aus Flandern, dem neuen Zentrum der Tuchindustrie importiert.
Die Städte des östlichen Friesland (vor allem Emden) lehnten trotz eines Aufnahmeangebots den Beitritt zur Hanse ab und verloren damit eine wichtige Einflussmöglichkeit im Fernhandel, vor allem an die angrenzenden Hansestädte Groningen und Bremen.

## Die Friesen heute
Heute gibt es noch drei Gebiete, in denen traditionell Friesen anzutreffen sind. Die in den Niederlanden zwischen dem IJsselmeer (der ehemaligen Zuiderzee) und der Lauwers lebenden Friesen werden in Deutschland als Westfriesen bezeichnet. Ihre Selbstbezeichnung lautet aber nur Friesen oder westlauwers'sche Friesen, da die West-Friesland genannte Region in der heutigen Provinz Noord-Holland liegt und nicht mit der Provinz Friesland (Fryslân) identisch ist. Die westlauwers'schen Friesen leben zum größten Teil in dieser Provinz, die etwa 600.000 Einwohner hat.
Die zweite Gruppe lebt an der Küste des deutschen Landes Niedersachsen, von der niederländischen Grenze bis jenseits der Weser (Ost-Friesland). Aufgrund ihrer Geschichte sind diese Friesen territorial sehr zersplittert. Traditionell friesische Gebiete, in denen die friesische Identität mehr oder weniger stark ausgeprägt ist, sind Ostfriesland und das Oldenburger Friesland, Wilhelmshaven, das Saterland, Butjadingen und das Land Wursten. Die tatsächliche Anzahl der Friesen in Niedersachsen ist nur schwer zu schätzen, in allen genannten Gebieten leben über 500.000 Menschen. Deren Zuordnung ist auch deshalb schwierig, weil „Friese“ „heutzutage weniger eine ethnisch-genetische, als vielmehr eine kulturell-historische Kategorie der personalen Bestimmung und regionalen Zuordnung“ ist. Obwohl überwiegend mit benachbarten Friesen verwandt, bezeichnen sich nur die aus dem Gebiet der ehemaligen Grafschaft Ostfriesland stammenden Friesen uneingeschränkt als Ostfriesen. Die anderen Gruppen bevorzugen Bezeichnungen in Zusammenhang mit ihrer territorialen Zugehörigkeit, etwa Wurtfriesen oder Saterfriesen.
Die dritte Gruppe sind die Nordfriesen in Schleswig-Holstein. Sie leben an der Küste und auf den Inseln und Halligen Nordfrieslands (im Westen des Kreises Nordfriesland gelegen). Zu ihnen werden in der Regel auch die Helgoländer Friesen gerechnet. Es wird von offizieller Seite davon ausgegangen, dass sich etwa 50.000 Menschen zu den Nordfriesen rechnen. Durch die Nationalisierung des Grenzraumes und die Volksabstimmung in Schleswig über die Zugehörigkeit zu Dänemark oder Deutschland im Jahre 1920 spalteten sich die Nordfriesen ideologisch in deutsch gesinnte und nationale Friesen, die sich für einen Anschluss an Dänemark aussprachen. Nachdem das friesische Siedlungsgebiet zum allergrößten Teil bei Deutschland verblieben war, betonten die nationalen Friesen die Eigenständigkeit der Friesen als Volk und betrieben aktive Minderheitenpolitik, während die deutsch gesinnten Friesen die Pflege der friesischen Kultur am besten unter dem Dach des Deutschtums aufgehoben sahen und die Friesen nationalromantisch als „deutschen Stamm“ betrachteten. Durch den Nationalsozialismus wurde diese ideologische Verwerfung noch verstärkt. Erst seit dem späten 20. Jahrhundert näherten sich die aus diesen Gruppen hervorgegangenen Vereine einander wieder an, was unter anderem in der Arbeit des Nordfriisk Instituutes zum Ausdruck kommt.
Unstrittig ist allerdings, dass Friesen in der Regel Bürger desjenigen Staates sind, in dem sie leben. Insofern sind auch in Deutschland lebende nationale Friesen deutsche Staatsangehörige.

## Kultur und Sprache
In Deutschland und den Niederlanden sind die Friesen als nationale Minderheit beziehungsweise als eigene Volksgruppe anerkannt. Wie viele Mitglieder diese Volksgruppe hat, ist jedoch nicht genau festzustellen, da das Bekenntnis zu einer Minderheit frei ist und vom Staat nicht abgefragt werden darf.
Die engste Definition der Minderheit ist jedoch jene, die sich rein über die Sprache definiert. Demnach gelten nur solche Menschen als Friesen, die eine der friesischen Sprachen sprechen. Diese „Sprachfriesen“ sind heute vor allem in der niederländischen Provinz Friesland (Fryslân) anzutreffen. Dort sprechen noch etwa 400.000 Menschen Westfriesisch, auf dem Festland und auf den Wattenmeerinseln Terschelling und Schiermonnikoog. 55 % der Bevölkerung bezeichnet das Westfriesische als Muttersprache. In der Provinz Fryslân wohnen zudem etwa 120.000 Menschen, die das Friesische als Fremdsprache gelernt haben.
Im schleswigschen Nordfriesland findet man dagegen nur noch geschätzte 10.000 Menschen (Stand um 1970), die einen der nordfriesischen Dialekte sprechen, vor allem auf den nordfriesischen Inseln Sylt, Amrum und Föhr und in der Nähe der deutsch-dänischen Grenze, besonders um Risum-Lindholm. Allerdings gibt es keine aktuelle empirische Untersuchung darüber, wie viele Menschen in Nordfriesland heute noch friesisch sprechen oder verstehen können. Das Friisk Gesäts schuf in Schleswig-Holstein für das Friesische 2004 einen rechtlich klaren Status der Sprache.
Im östlichen Friesland ist die ostfriesische Sprache nahezu ausgestorben. Lediglich im oldenburgischen Saterland hat sich ein Dialekt erhalten, das Saterfriesische, ein von ca. 2000 Menschen gesprochener ostfriesischer Dialekt.
Viele der Menschen, die heute noch Friesisch sprechen, bedienen sich im Alltag auch der verwandten Sprachen wie Niederländisch, Niederdeutsch, Hochdeutsch oder Dänisch. Wie viele andere kleine Minderheitensprachen Europas auch ist das Friesische akut vom Aussterben bedroht. Viele Friesen sprechen somit heute kein Friesisch mehr. Aber insbesondere in Ostfriesland, das seit Jahrhunderten komplett niederdeutsch geprägt ist, hat die friesische Identität den Untergang der friesischen Sprache überlebt. Das Ostfriesische Platt ist zudem eine noch relativ stark friesisch geprägte Variante des Niederdeutschen. Sie ist in Ostfriesland ähnlich identitätsstiftend wie die friesischen Sprachen in Nord- und Westfriesland und hebt sich von anderen niedersächsischen Dialekten deutlich ab. In der niederländischen Provinz Friesland wird neben dem Friesischen in manchen Gebieten ebenfalls traditionell Niedersächsisch gesprochen. Auch holländisch-friesische Mischdialekte sind dort zu finden (Stadtfriesisch, Bildts u. a.).
Zahlreiche historisch friesische Gebiete werden heute nicht mehr zu Friesland gezählt. Das heute zu den Niederlanden gehörende Hauptgebiet der Friesen, West- und Mittelfriesland, erstreckte sich von Alkmaar in der Provinz Noord-Holland entlang der Küste der Provinzen Friesland und Groningen (Ommelande) bis zur Mündung der Ems. Friesische Identität ist in Nordholland und Groningen heute jedoch kaum noch vorhanden.
Es gibt auch noch einige Nachkommen der Friesen an der Küste von Jütland. Es handelt sich hierbei um einige Orte zwischen der deutsch-dänischen Grenze und dem Fluss Wiedau. Die Inseln Rømø und Fanø werden zum Teil geographisch zu den nordfriesischen Inseln gezählt, wurden jedoch nie von Friesen besiedelt. An der Ostseeküste beherbergte nur Flensburg lange Zeit eine bedeutende friesische Minderheit, da im 17. und 18. Jahrhundert viele Nordfriesen in die Stadt zogen, um dort als Seeleute anzuheuern. Heute ist von dieser Vergangenheit nur noch wenig zu bemerken. Mitte des 12. Jahrhunderts wurden Friesen durch Adolf II. Graf von Schauenburg, Holstein und Stormarn in und um Süsel angesiedelt.
Die Wissenschaft von der Sprache, Literatur und Landeskunde der Friesen wird als Frisistik bezeichnet.

## Politik
Die friesische Volksgruppe stellt zusammen mit den Dänen und den Sorben sowie den in Deutschland lebenden Roma und Sinti eine der vier staatlich anerkannten, in Deutschland ansässigen nationalen Minderheiten dar. Die gesetzlich anerkannte dänische Minderheitspartei, der Südschleswigsche Wählerverband, arbeitet auch mit der Strömung der nationalen Friesen in Nordfriesland zusammen. Somit setzt sich der SSW auch für friesische Interessen ein. In den Niederlanden gibt es die seit Jahrzehnten etablierte Friesische Nationale Partei und daneben seit 2006 bis 2023 die Partei namens „DeFriezen“. In Ost-Friesland gibt es friesische Interessensgemeinschaften. Zusätzlich zu den politischen Parteien gibt es mehrere Gruppen, die sich für friesische Belange einsetzen, darunter die separatistische Groep fan Auwerk.
Die Friesen aus West, Ost und Nord haben sich im Interfriesischen Rat zusammengeschlossen.

## Herzöge Frieslands
- Finn um 400
- Audulf um 600
- Aldegisel 654–680
- Radbod 680–719
- Poppo 719–734